# 시클로피록스

6-cyclohexyl-1-hydroxy-4-methylpyridin-2(1H)-one

시클로피록스(Ciclopirox 또는 Batrafen, Loprox, Mycoster, Penlac, Stieprox)는 합성 항진균제로 국소적인 피부치료제이다.

## 기작
아졸(azole)과 다른 항진균제와는 달리, 시클로피록스의 기작은 잘 연구되어있지 않다. 그러나 특정 카탈라아제와 퍼옥시다아제의 기능상실과 다른 여러 세포대사가 기작에 연관되어있다고 생각된다. 시클로피록스의 기작을 알아내기 위해 연구는 Saccharomyces cerevisiae의 변종들을 스크리닝하고 테스트 하였다. 그 결과 시클로피록스는 DNA수선, 세포분열신호, 내세포수송등의 기능을 방해함이 밝혀졌다.
시클로피록스는 Na+ K+ ATPase를 방해하여 막전달시스템을 막는다. 시클로피록스는 현재 지루성피부염(seborrhoeic dermatitis)을 치료하는 ketoconazole을 대체하기 위해 연구되고 있다. 시클로피록스는 내재된 항염증 특성으로 인해 ketoconazole과 처음 효과가 유사하다.
시클로피록스는 hydroxypyridinone 항진균제로 여겨진다. (Paddock Laboratories, Inc., Oct. 2009).
다른 사용으로 시클로피록스는 손톱에 진균이 감염되었을 경우 손톱지우는 용매로 사용된다. 그러나, 2009년 6번의 손톱감염에 사용을 해보았으나 국소적인 시클로피록사민은 효과가 적었고 amorolfine이 더 좋은 효과를 보였다. 이것은 추후 더 연구되어야 할 것이다.
시클로피록스는 발 백선(tinea pedis)과 몸 백선(tinea corporis)치료에 사용된다. 그러나 시클로피록스를 사용할 때 타는 느낌이 나기에 눈, 질에는 사용하지 않는다. (Paddock Laboratories, Inc., Oct. 2009).

## HIV치료의 가능성
시클로피록스는 세포배양에서 영구적으로 HIV를 제거할 수 있는 것으로 밝혀졌다. 아직 임상시험을 거치지 않았지만 인체에서도 가능하기를 희망하고 있다. 2013년 미국 Rutger 대학에서는 시클로피록스가 세포자살이 일어나는 기준치를 낮춰서 HIV에 감염된 세포의 세포자살을 더 빈번하게 하여 HIV를 영구적으로 세포에서 없앨 수 있다고 발표하였다.